# Bầu cử tổng thống Hoa Kỳ 1832
Cuộc bầu cử tổng thống Hoa Kỳ năm 1832 là cuộc bầu cử tổng thống bốn năm một lần thứ 12, được tổ chức từ ngày 2 tháng 11 đến ngày 5 tháng 12 năm 1832. Tổng thống đương nhiệm Andrew Jackson, ứng cử viên của Đảng Dân chủ, đã đánh bại Henry Clay, ứng cử viên của Đảng Cộng hòa Quốc gia.
Cuộc bầu cử lần đầu tiên chứng kiến việc tổ chức Đại hội Đảng để đề cử ứng viên tổng thống và phó tổng thống. Đảng Dân chủ, Đảng Cộng hòa Quốc gia và Đảng Chống Hội Tam Điểm đều sử dụng các đại hội để lựa chọn ứng cử viên của họ. Jackson được tái đề cử mà không có phản đối, và Đại hội Toàn quốc Đảng Dân chủ thay thế Phó Tổng thống John C. Calhoun bằng Martin Van Buren. Đại hội Đảng Cộng hòa Quốc gia đã đề cử Clay, một người Kentucky, người từng là Ngoại trưởng dưới thời Tổng thống John Quincy Adams. Đảng Chống Hội Tam Điểm, một trong những đảng thứ ba lớn đầu tiên của Hoa Kỳ, đã đề cử cựu Bộ trưởng Tư pháp William Wirt.
Jackson đã phải đối mặt với những lời chỉ trích nặng nề vì hành động của mình trong Chiến tranh Ngân hàng, nhưng vẫn được công chúng yêu thích. Ông giành được đa số phiếu phổ thông và 219 trong tổng số 286 phiếu đại cử tri, chiến thắng hầu hết các bang bên ngoài New England. Clay giành được 37,4% số phiếu phổ thông và 49 phiếu đại cử tri, trong khi Wirt giành được 7,8% số phiếu phổ thông và chiến thắng bang Vermont. Thống đốc Virginia John Floyd, người đã không tích cực vận động tranh cử, đã giành được phiếu đại cử tri của Nam Carolina. Sau cuộc bầu cử, các thành viên của Đảng Cộng hòa Quốc gia và Đảng Chống Hội Tam Điểm đã thành lập Đảng Whig, trở thành đối thủ chính của Đảng Dân chủ trong hai thập kỷ tiếp theo.

## Đề cử
Với sự sụp đổ của phiên họp kín đề cử của Quốc hội trong cuộc bầu cử năm 1824, hệ thống chính trị đã không còn một phương pháp cấp quốc gia để chọn ứng viên tổng thống. Vì lý do này, các ứng cử viên của năm 1832 đã được lựa chọn bởi các đại hội toàn quốc. Đại hội đảng toàn quốc đầu tiên được tổ chức bởi Đảng Chống Hội Tam Điểm ở Baltimore, Maryland, vào tháng 9 năm 1831. Đảng Cộng hòa Quốc gia và Đảng Dân chủ sớm bắt chước họ, cũng tổ chức các đại hội ở Baltimore, nơi sẽ vẫn là địa điểm được ưa thích cho các đại hội chính trị quốc gia trong nhiều thập kỷ.

### Đảng Dân chủ
| Đề cử của Đảng Dân chủ năm 1832     |                                                  |
| Andrew Jackson                      | Martin Van Buren                                 |
| cho Tổng thống                      | cho Phó Tổng thống                               |
|                                     |                                                  |
| Tổng thống Hoa Kỳ thứ 8 (1829–1837) | Cựu Đại sứ Hoa Kỳ tại Vương quốc Anh (1831–1832) |

Tổng thống Jackson và Phó Tổng thống Calhoun có một mối quan hệ căng thẳng vì một số lý do, đáng chú ý nhất là sự khác biệt trong quan điểm về Cuộc khủng hoảng Vô hiệu hóa và việc vợ Calhoun là Floride dính líu trong vụ Eaton. Do đó, Ngoại trưởng Martin Van Buren và Bộ trưởng Chiến tranh John H. Eaton từ chức vào tháng 4 năm 1831, và Jackson yêu cầu tất cả các thành viên nội các khác từ chức, trừ một người. Van Buren đã kích hoạt tiến trình nhằm loại bỏ những người ủng hộ Calhoun khỏi Nội các. Mối quan hệ giữa Calhoun và Jackson càng trầm trọng khi Calhoun ban hành "Thư Pháo đài Hill" vào mùa hè năm 1831, trong đó ông vạch ra cơ sở hiến pháp cho mà một bang có thể vô hiệu hóa một đạo luật của Quốc hội. Cú hích cuối cùng đối với mối quan hệ Jackson-Calhoun xảy ra khi Jackson đề cử Van Buren làm Đại sứ tại Vương quốc Anh và cuộc bỏ phiếu phê chuẩn tại Thượng viện có tỷ lệ hòa, mà Calhoun đã kết thúc khi ông bỏ phiếu chống vào ngày 25 tháng 1 năm 1832.
Vào tháng 1, không rõ ai sẽ là ứng cử viên của Đảng Dân chủ trong cuộc bầu cử vào cuối năm đó. Jackson đã được một số cơ quan lập pháp tiểu bang đề cử, theo mô hình năm 1824 và 1828, nhưng ông lo lắng rằng các đảng phái ở các tiểu bang sẽ không thống nhất về một ứng cử viên phó tổng thống. Kết quả là, Đảng Dân chủ đã đi theo khuôn mẫu của phe đối lập và tổ chức một đại hội quốc gia.
| Tổng thống         | Tổng thống | Phó Tổng Thống    | Phó Tổng Thống |
| ------------------ | ---------- | ----------------- | -------------- |
| Andrew Jackson     | 283        | Martin Van Buren  | 208            |
|                    |            | Philip P. Barbour | 49             |
| Richard M. Johnson | 26         |                   |                |

Đại hội toàn quốc năm 1832 của Đảng Dân chủ được tổ chức tại Athenaeum ở Baltimore (cùng địa điểm với hai đảng đối lập) từ ngày 21 tháng 5 đến ngày 23 tháng 5 năm 1832. Một số quyết định đã được đưa ra tại đại hội. Vào ngày đầu tiên, một ủy ban được chỉ định để cung cấp danh sách các đại biểu từ mỗi bang. Ủy ban này, sau này được gọi là Ủy ban Chứng nhận, báo cáo rằng tất cả các bang đều có đại diện. Các đại biểu có mặt từ Đặc khu Columbia, và trong cuộc bỏ phiếu điểm danh lấy phiếu đầu tiên trong lịch sử đại hội, đại hội đã bỏ phiếu với tỷ lệ 126–153 để tước quyền biểu quyết của Đặc khu Columbia trong đại hội. Ủy ban Quy tắc đã đưa ra một báo cáo ngắn gọn, từ đó thành lập một số phong tục khác. Mỗi bang được phân bổ số phiếu tương đương với số đại cử tri tổng thống; một số tiểu bang có nhiều đại biểu quá quy định và nhiều tiểu bang có quá ít so với quy định. Thứ hai, việc bỏ phiếu được thực hiện bởi các bang chứ không phải bởi các cá nhân đại biểu. Thứ ba, hai phần ba số đại biểu sẽ phải ủng hộ một ứng cử viên để được đề cử, một biện pháp nhằm giảm xung đột giữa các phe phái. Thứ tư, việc cấm các bài phát biểu đề cử, là quy tắc duy nhất mà đảng nhanh chóng từ bỏ.
Không có cuộc bỏ phiếu điểm danh nào được thực hiện để đề cử Jackson cho nhiệm kỳ thứ hai. Thay vào đó, hội nghị thông qua một nghị quyết nêu rõ rằng "chúng tôi hết sức đồng tình với những đề cử mà ông đã nhận được trong các bộ phận khác nhau của liên minh." Martin Van Buren được đề cử làm phó tổng thống trong lá phiếu đầu tiên, nhận được 208 phiếu bầu so với 49 cho Philip P. Barbour và 26 cho Richard Mentor Johnson. Sau đó, đại hội đã thông qua một tuyên bố với quốc dân rồi bế mạc.

#### Đảng Dân chủ Barbour
Đại hội Quốc gia Dân chủ Barbour được tổ chức vào tháng 6 năm 1832 tại Staunton, Virginia. Jackson được đề cử cho chức vụ tổng thống và Philip P. Barbour cho vị trí phó tổng thống. Barbour rút lui, nhưng liên danh này xuất hiện trên lá phiếu ở Alabama, Georgia, Mississippi, North Carolina và Virginia.

### Đảng Cộng hoà Quốc gia
| Đề cử của Đảng Cộng hòa Quốc gia năm 1832                             |                                                                                 |
| Henry Clay                                                            | John Sergeant                                                                   |
| cho Tổng thống                                                        | cho Phó Tổng thống                                                              |
|                                                                       |                                                                                 |
| Thượng nghị sĩ Hoa Kỳ từ Kentucky (1806–1807, 1810–1811, & 1831–1842) | Cựu Dân biểu Hoa Kỳ từ Khu bầu cử quốc hội thứ hai của Pennsylvania (1827–1829) |

Ngay sau khi Đảng Chống Hội Tam Điểm tổ chức đại hội toàn quốc, những người ủng hộ Henry Clay đã tổ chức đại hội toàn quốc của Đảng Cộng hòa Quốc gia. 18 trong số 24 bang đã cử phái đoàn tới đại hội, được triệu tập vào ngày 12 tháng 12 năm 1831. Bốn trong số sáu bang không gửi phái đoàn là các bang từ vùng Thâm Nam Hoa Kỳ.
Vào ngày thứ tư của đại hội, cuộc bỏ phiếu điểm danh cho tổng thống đã diễn ra. Chủ tọa đại hội gọi tên từng đại biểu để biểu quyết bằng miệng. Clay nhận được 155 phiếu bầu, trong đó đại biểu Frederick H. Shuman của North Carolina bỏ phiếu trắng vì cho rằng Clay không thể thắng và nên đợi đến năm 1836. Khi các đại biểu bổ sung đến, họ được phép bỏ phiếu cho Clay, vào cuối đại hội, ông đã có 167 phiếu so với một phiếu trắng. Một thủ tục tương tự đã được sử dụng cho cuộc bỏ phiếu của phó tổng thống. Cựu dân biểu John Sergeant của Pennsylvania được đề cử với 64 phiếu bầu so với 6 phiếu trắng.
Sau khi đề cử, đại hội đã chỉ định một ủy ban đến thăm Charles Carroll của Carrollton, người ký tên cuối cùng còn sống của Tuyên ngôn Độc lập, sau đó thông qua một tuyên bố cho quốc dân.
| Tổng thống | Tổng thống | Phó Tổng Thống | Phó Tổng Thống |
| ---------- | ---------- | -------------- | -------------- |
| Henry Clay | 167        | John Sergeant  | 64             |
| Trắng      | 1          | Trắng          | 6              |

### Đảng Chống Hội Tam Điểm (Anti-Masonic)
| Đề cử của Đảng chống Hội Tam Điểm năm 1832 |                                                 |
| William Wirt                               | Amos Ellmaker                                   |
| cho Tổng thống                             | cho Phó Tổng thống                              |
|                                            |                                                 |
| Bộ trưởng Tư pháp Hoa Kỳ thứ 9 (1817–1829) | Tổng chưởng lý Pennnsylvania thứ 12 (1816–1819) |

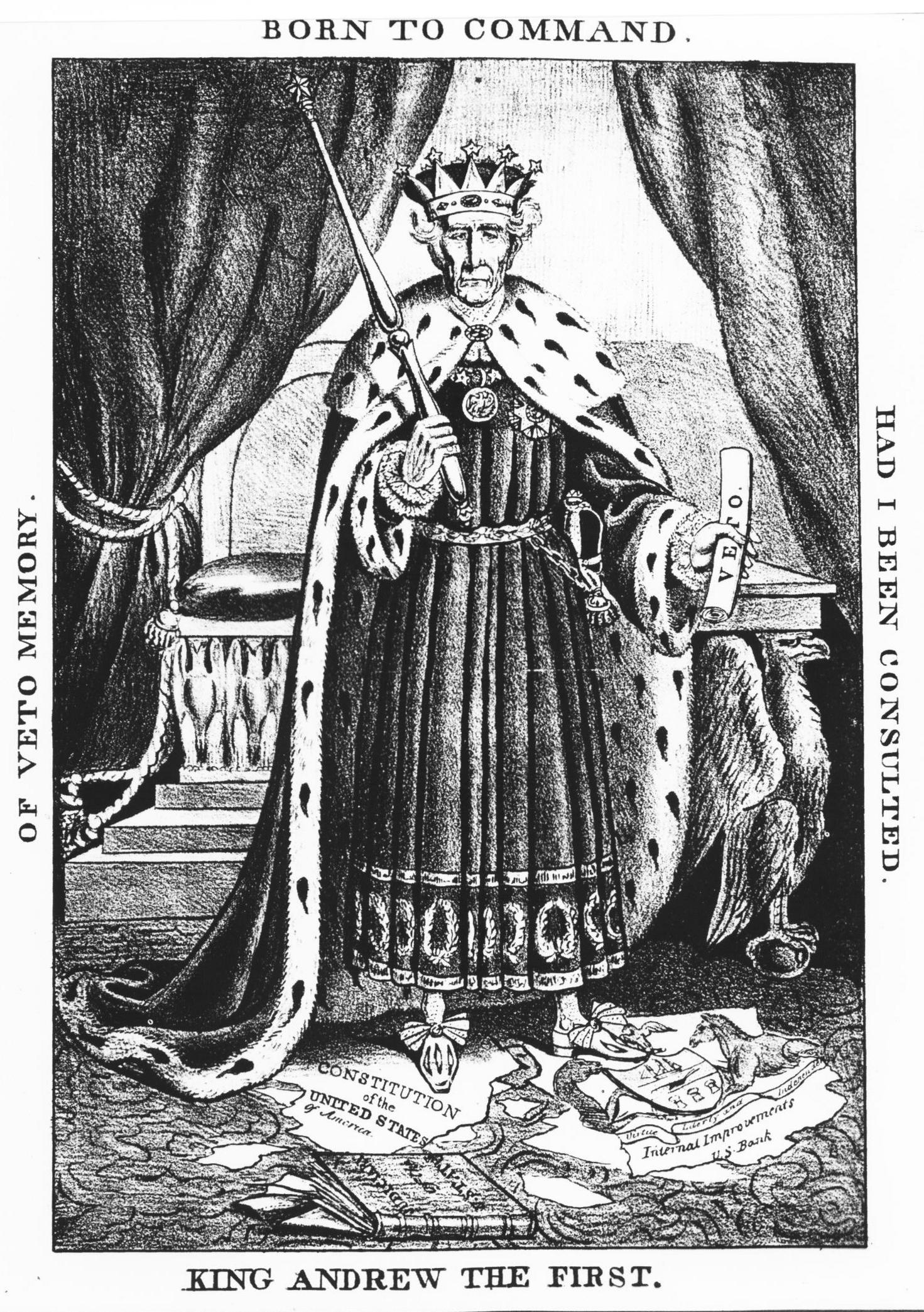
"Vua Andrew đệ nhất", một áp phích chống Jackson cho thấy Andrew Jackson như một vị quân vương chà đạp Hiến pháp, cơ quan tư pháp liên bang và Ngân hàng Hoa Kỳ

Đảng Chống Hội Tam Điểm tổ chức đại hội đề cử quốc gia đầu tiên trong lịch sử Hoa Kỳ. 111 đại biểu từ 12 bang (tất cả từ các bang tự do, ngoại trừ Maryland và Delaware) đã tập hợp tại Athenaeum ở Baltimore từ ngày 26 tháng 9 đến ngày 28 tháng 9 năm 1831.
Một số chính trị gia nổi tiếng đã được cân nhắc cho đề cử tổng thống. Richard Rush lẽ ra là người được đề cử, nhưng thẳng thừng từ chối. Kết quả của hành động này, cùng với sự mềm mỏng đối với Jackson, khiến cựu Tổng thống John Quincy Adams không bao giờ tha thứ Rush. Adams sẵn sàng tranh cử với tư cách là ứng cử viên Chống Hội Tam Điểm, nhưng các nhà lãnh đạo đảng không muốn mạo hiểm đề cử một người không được ưa chuộng như vậy.
Các đại biểu đã họp kín trong vài ngày trước khi đại hội chính thức khai mạc, đưa ra một số quyết định ban đầu. Một số lần bỏ phiếu tổng thống không chính thức và một lần chính thức đã được thực hiện, trong đó William Wirt đánh bại Rush và John McLean để được đề cử. Trớ trêu thay, Wirt lại là thành viên của Hội Tam Điểm và thậm chí đã bảo vệ Hội trong bức thư phát biểu trước đại hội đề cử ông. Wirt hy vọng nhận được sự chứng thực từ những người Cộng hòa Quốc gia. Khi Đảng Cộng hòa Quốc gia đề cử Henry Clay, vị trí của Wirt trở nên khó xử. Ông đã không rút lui, mặc dù ông không có cơ hội đắc cử.
Đại hội được tổ chức vào ngày 26 tháng 9 và nghe báo cáo của các ủy ban vào ngày 27. Ngày 28 dành cho đợt bỏ phiếu điểm danh chính thức cho chức vụ tổng thống và phó tổng thống. Trong khi bỏ phiếu, tên của từng đại biểu được gọi, sau đó đại biểu đó đặt một lá phiếu viết sẵn vào một hòm phiếu đặc biệt. Wirt được đề cử làm tổng thống với 108 phiếu bầu so với 1 cho Rush và hai phiếu trắng. Amos Ellmaker được đề cử làm phó tổng thống với 108/110 phiếu bầu.
| Tổng thống   | Tổng thống | Phó Tổng Thống  | Phó Tổng Thống |
| ------------ | ---------- | --------------- | -------------- |
| William Wirt | 108        | Amos Ellmaker   | 108            |
| Richard Rush | 1          | John C. Spencer | 1              |
| Trắng        | 2          | Trắng           | 1              |

### Đảng Vô hiệu hóa (Nullifiers)
Trong khi cơ quan lập pháp bang Nam Carolina trên danh nghĩa vẫn nằm dưới sự kiểm soát của đảng Dân chủ, nó đã từ chối ủng hộ việc tái đề cử Jackson do Cuộc khủng hoảng Vô hiệu hóa đang diễn ra, và thay vào đó chọn ủng hộ một liên danh của Đảng Vô hiệu hóa do John C. Calhoun lãnh đạo. Những người theo nhóm này bao gồm các cựu thành viên của Đảng Dân chủ Cộng hòa, những người đã phần lớn ủng hộ Jackson tại cuộc bầu cử trước đó, nhưng lại là những người ủng hộ hơn quyền tiểu bang, điều này cuối cùng khiến họ từ bỏ Jackson trong nhiệm kỳ đầu tiên của ông. Bản thân Calhoun đã từ chối đề cử, thay vào đó đề cử Thống đốc Virginia John Floyd, người cũng phản đối lập trường của Jackson về quyền của các bang. Thương gia kiêm nhà kinh tế học Henry Lee được đề cử làm người đồng hành của Floyd.
Cuối cùng, ứng cử của Floyd chẳng khác một cuộc phản đối chống Jackson, vì đề cử của ông không thắng ở bất kỳ bang nào ngoài Nam Carolina. Dù sao thì ông cũng nhận được tất cả các phiếu đại cử tri của bang.

## Tổng tuyển cử

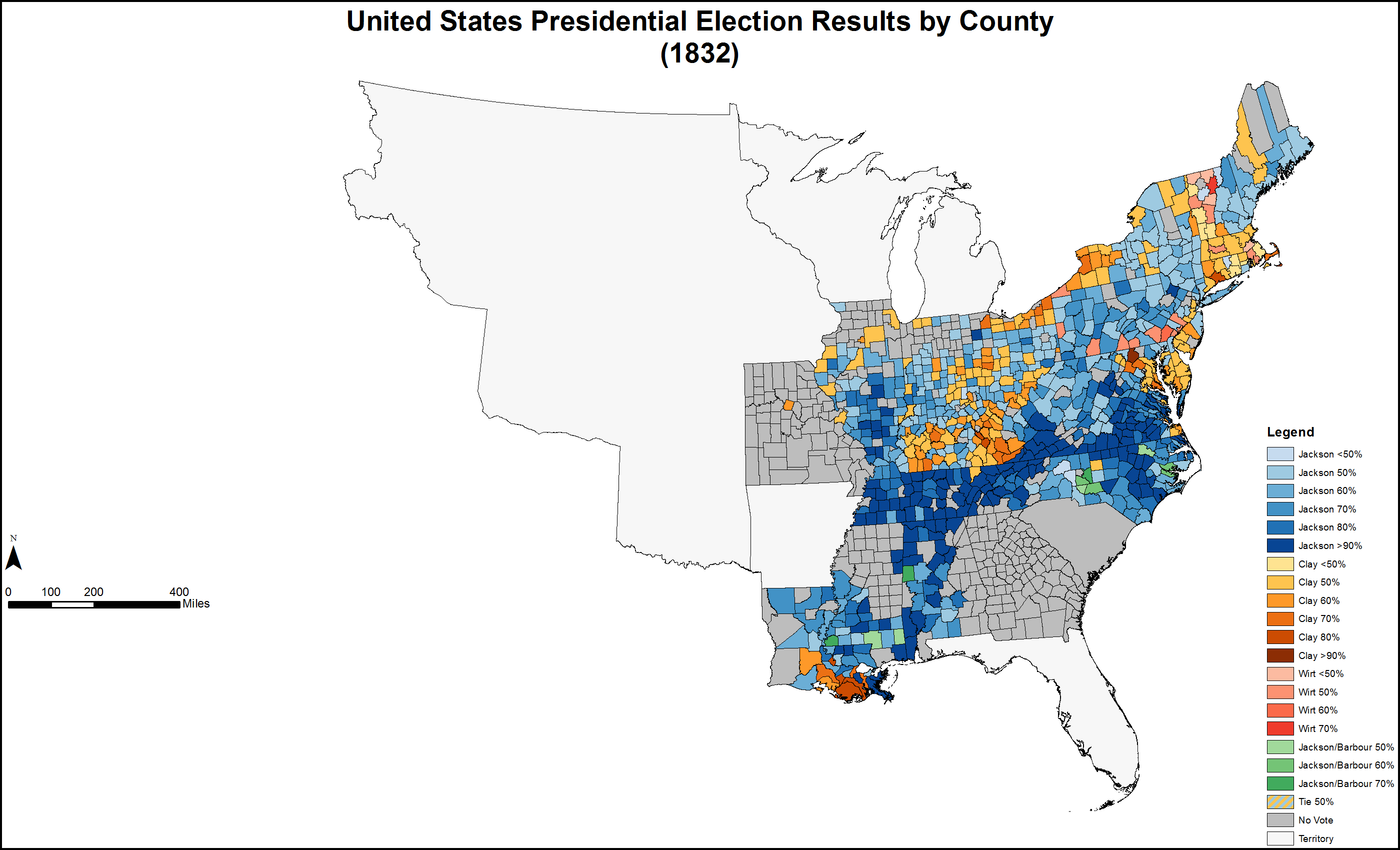
Kết quả theo quận cho biết rõ ràng tỷ lệ ứng cử viên chiến thắng ở mỗi quận. Sắc xanh lam dành cho Jackson/Van Buren (Dân chủ), sắc cam dành cho Clay(Cộng hòa Quốc gia), sắc đỏ dành cho Wirt (Chống Hội Tam Điểm) và sắc xanh lục dành cho Jackson/Barbour (Dân chủ).

### Chiến dịch
Chiến dịch bầu cử xoay quanh Ngân hàng Thứ hai của Hoa Kỳ. Jackson, người không thích ngân hàng và tiền giấy nói chung, đã phủ quyết việc gia hạn điều lệ của Ngân hàng và rút tiền gửi liên bang khỏi ngân hàng. Clay hy vọng sẽ chia rẽ những người ủng hộ Jackson và giành chiến thắng tại Pennsylvania, nơi đặt trụ sở ngân hàng. Những người ủng hộ ông chỉ trích việc Jackson sử dụng quyền phủ quyết của tổng thống, miêu tả ông là "Vua Andrew I." 
Tuy nhiên, các cuộc tấn công nhằm vào Jackson nhìn chung đều thất bại, mặc dù được ngân hàng tài trợ rất nhiều, vì Jackson thuyết phục dân chúng rằng ông đang bảo vệ họ trước một tầng lớp ưu tú đặc quyền. Các sự kiện chiến dịch của Jackson có nhiều người tham gia, và ông đã thắng cả Pennsylvania và phần lớn đất nước.

### Kết quả
Jackson đã thắng trong cuộc bầu cử đại cử tri đoàn. Jackson nhận được 219 phiếu đại cử tri, đánh bại Clay (49), Floyd (11) và Wirt (7) với cách biệt lớn.
Việc Jackson giành sự ủng hộ từ với công chúng Mỹ và sức sống của phong trào chính trị gắn bó với tên tuổi ông được khẳng định bởi thực tế là không có tổng thống nào sau đó lại có thể giành được đa số phiếu phổ thông trong hai cuộc bầu cử liên tiếp cho đến khi Ulysses S. Grant vào năm 1872.
Cho đến nay, chỉ có hai tổng thống khác của đảng Dân chủ có thể lặp lại thành tích này: Franklin D. Roosevelt (lần đầu tiên vào năm 1936) và Barack Obama (năm 2012). Hơn nữa, không có tổng thống nào thành công trong việc tái tranh cử cho đến Abraham Lincoln vào năm 1864.
Bất chấp thành tích của mình, Jackson là tổng thống thứ hai trong số năm tổng thống duy nhất giành chiến thắng trong cuộc tái tranh cử với tỷ lệ phiếu bầu phổ thông nhỏ hơn so với cuộc bầu cử trước đó. Bốn người còn lại là James Madison năm 1812, Grover Cleveland năm 1892, Franklin D. Roosevelt năm 1940 và 1944, và Barack Obama năm 2012.
Sau cuộc bầu cử và thất bại của Clay, một liên minh Chống Jackson được thành lập bao gồm các đảng viên Cộng hòa Quốc gia, những người chống Hội Tam Điểm, những người từng theo Jackson bất mãn và những tàn dư nhỏ của Đảng Liên bang có hoạt động chính trị cuối cùng với họ một thập kỷ trước. Trước mắt, nó đã thành lập Đảng Whig trong một liên minh chống lại Tổng thống Jackson và những cải cách của ông.
| Ứng cử viên tổng thống         | Đảng                           | Quê hương                      | Bình chọn phổ biến (a)         | Bình chọn phổ biến (a)         | Phiếu Đại cử tri (d) | Liên danh                  | Liên danh     | Liên danh            |
| Ứng cử viên tổng thống         | Đảng                           | Quê hương                      | Phiếu phổ thông                | %                              | Phiếu Đại cử tri (d) | Ứng cử viên phó tổng thống | Quê hương     | Phiếu đại cử tri (d) |
| ------------------------------ | ------------------------------ | ------------------------------ | ------------------------------ | ------------------------------ | -------------------- | -------------------------- | ------------- | -------------------- |
| Andrew Jackson (đương nhiệm)   | Dân chủ                        | Tennessee                      | 701.780                        | 54,23%                         | 219                  | Martin Van Buren           | New York      | 189                  |
| Andrew Jackson (đương nhiệm)   | Dân chủ                        | Tennessee                      | 701.780                        | 54,23%                         | 219                  | William Wilkins            | Pennsylvania  | 30                   |
| Henry Clay Sr.                 | Cộng hòa Quốc gia              | Kentucky                       | 484.205 (b)                    | 37,42%                         | 49                   | John Sergeant              | Pennsylvania  | 49                   |
| John Floyd                     | Nullifier                      | Virginia                       | - (c)                          | -                              | 11                   | Henry Lee                  | Massachusetts | 11                   |
| William Wirt                   | Chống Masonic                  | Maryland                       | 100.715 (b)                    | 7,78%                          | 7                    | Amos Ellmaker              | Pennsylvania  | 7                    |
| Khác                           | Khác                           | Khác                           | 7.273                          | 0,57%                          | -                    | Khác                       | Khác          | -                    |
| Tổng cộng                      | Tổng cộng                      | Tổng cộng                      | 1.293.973                      | 100%                           | 286                  |                            |               | 286                  |
| Cần thiết để giành chiến thắng | Cần thiết để giành chiến thắng | Cần thiết để giành chiến thắng | Cần thiết để giành chiến thắng | Cần thiết để giành chiến thắng | 144                  |                            |               | 144                  |

(a) Các số liệu phổ thông đầu phiếu loại trừ Nam Carolina, nơi các Đại cử tri được cơ quan lập pháp tiểu bang chọn thay vì phổ thông đầu phiếu.
(b) 66.706 người Pennsylvania đã bỏ phiếu cho liên danh Liên đảng, đại diện cho cả Clay và Wirt. Những người bầu chọn này đã được chỉ định cho Wirt chứ không phải Clay.
(c) Tất cả các phiếu đại cử tri của John Floyd đến từ Nam Carolina, nơi các Đại cử tri được chọn bởi các cơ quan lập pháp của tiểu bang chứ không phải bởi phổ thông đầu phiếu.
(d) Hai đại cử tri từ Maryland theo quy định bầu cho Clay không bỏ phiếu.
| \| Phiếu phổ thông \| Phiếu phổ thông \| Phiếu phổ thông \| Phiếu phổ thông \| Phiếu phổ thông \| \| --------------- \| --------------- \| --------------- \| --------------- \| --------------- \| \| \| \| \| \| \| \| Jackson \| Jackson \| \| 54.23% \| 54.23% \| \| Clay \| Clay \| \| 37.42% \| 37.42% \| \| Wirt \| Wirt \| \| 7.78% \| 7.78% \| \| Others \| Others \| \| 0.57% \| 0.57% \| |         |  |        |        |
| Phiếu phổ thông |         |  |        |        |
| |         |  |        |        |
| Jackson | Jackson |  | 54.23% | 54.23% |
| Clay | Clay    |  | 37.42% | 37.42% |
| Wirt | Wirt    |  | 7.78%  | 7.78%  |
| Others | Others  |  | 0.57%  | 0.57%  |

| \| Phiếu Đại cử tri \| Phiếu Đại cử tri \| Phiếu Đại cử tri \| Phiếu Đại cử tri \| Phiếu Đại cử tri \| \| ---------------- \| ---------------- \| ---------------- \| ---------------- \| ---------------- \| \| \| \| \| \| \| \| Jackson \| Jackson \| \| 76.57% \| 76.57% \| \| Clay \| Clay \| \| 17.13% \| 17.13% \| \| Floyd \| Floyd \| \| 3.85% \| 3.85% \| \| Wirt \| Wirt \| \| 2.45% \| 2.45% \| |         |  |        |        |
| Phiếu Đại cử tri |         |  |        |        |
| |         |  |        |        |
| Jackson | Jackson |  | 76.57% | 76.57% |
| Clay | Clay    |  | 17.13% | 17.13% |
| Floyd | Floyd   |  | 3.85%  | 3.85%  |
| Wirt | Wirt    |  | 2.45%  | 2.45%  |

### Kết quả theo tiểu bang
Kết quả bầu cử tổng thống năm 1832, theo tiểu bang, được hiển thị trong bản đồ bên dưới.
| Các bang/khu bầu cử mà Jackson/ Van Buren thắng |
| Các bang/khu bầu cử mà Clay / Sergeant thắng    |
| Các bang/khu bầu cử mà Wirt / Ellmaker thắng    |
| Các bang/khu bầu cử mà Floyd / Lee thắng        |

## Lựa chọn đại cử tri
| Phương pháp lựa chọn đại cử tri                                                                                                | Bang sử dụng                   |
| --- | ------------------------------ |
| Bang được chia thành các khu vực bầu cử, với một hoặc nhiều Đại cử tri được chọn cho mỗi khu vực do cử tri của khu vực đó chọn | Maryland                       |
| Mỗi đại cử tri do cơ quan lập pháp tiểu bang bổ nhiệm                                                                          | Nam Carolina                   |
| Mỗi Đại cử tri do cử tri trên toàn tiểu bang lựa chọn                                                                          | (tất cả các tiểu bang còn lại) |